# Stadtschreiber von Graz
Grazer Stadtschreiber*in ist ein österreichischer Literaturpreis in Form eines einjährigen Aufenthaltes in Graz mit monatlicher finanzieller Zuwendung an Schriftsteller. Dieses Stipendium, das sowohl an österreichische als auch internationale Autoren vergeben werden kann, wird jährlich ausgeschrieben.

## Preis
Die Stadt Graz vergibt das Literaturstipendium. Der Preisträger lebt und arbeitet für ein Jahr in der Stadtschreiberwohnung im Cerrini-Schlössl am Grazer Schlossberg und erhält zudem eine monatliche finanzielle Zuwendung in Höhe von derzeit 1.300 Euro (Stand: 2021). Der Vergabezeitraum läuft jeweils von Anfang September eines Jahres bis Ende August des darauffolgenden Kalenderjahres. Innerhalb dieses Zeitraums sollen die Preisträger mindestens acht Monate lang vor Ort in Graz anwesend sein.
Die erklärten Ziele des Preises sind einerseits, Schriftsteller zu fördern, die „in ihren Arbeiten Innovationsfähigkeit und Gegenwartsbezug, ästhetische und sprachliche Qualität, Authentizität und künstlerische Eigenständigkeit beweisen“, sowie andererseits durch deren „Interaktion mit der Literaturszene vor Ort“ den kulturellen Austausch zu fördern.

## Preisträger
- 1988/89 Libuše Moníková
- 1989/90 Norbert Gstrein
- 1990/91 Angela Krauß
- 1991/92 Anselm Glück
- 1992/93 Gert Jonke
- 1993/94 Franz Josef Czernin
- 1994/95 Gundi Feyrer
- 1996 Boris L. Rahmanin (Moskau)
- 1996/2003 Dževad Karahasan
- 2004/05 Kenka Lekovich[5]
- 2005/06 Maruša Krese[6][7]
- 2006/07 Saša Stanišić
- 2007/08 Nazár Honcar[8][9]
- 2008/09 Péter Zilahy
- 2009/10 Fiston Mwanza Mujila
- 2010/11 Jörg Albrecht
- 2011/12 Barbara Marković[10]
- 2012/13 Dana Ranga[11]
- 2013/14 Ivana Sajko
- 2014/15 László Garaczi
- 2015/16 Ulrich Schlotmann[12]
- 2016/17 Najem Wali
- 2017/18 Radka Denemarková
- 2018/19 Kinga Tóth
- 2019/20 Volha Hapeyeva[13]
- 2020/21 Jana Radičević
- 2021/22 Florian Neuner[14]
- 2022/23 Abdelaziz Baraka Sakin[15]
- 2023/2024 Andrea Scrima[16]